# Trinomys moojeni
Trinomys moojeni es una especie de roedor de la familia Echimyidae.

## Distribución geográfica
Se encuentra en Brasil. 